# Lilla Anseredssjön
Lilla Anseredssjön är en sjö i Marks kommun i Västergötland och ingår i Viskans huvudavrinningsområde.